# Chaetonerius uniannulatus
Chaetonerius uniannulatus är en tvåvingeart som först beskrevs av Enrico Adelelmo Brunetti 1929.  Chaetonerius uniannulatus ingår i släktet Chaetonerius och familjen Neriidae. Inga underarter finns listade i Catalogue of Life.